# Andigné
Andigné é uma ex-comuna francesa na região administrativa da Pays de la Loire, no departamento de Maine-et-Loire. Estendeu-se por uma área de 6,63 km². Em 2010 a comuna tinha 357 habitantes (densidade: 53,8 hab./km²).
Em 1 de janeiro de 2016, foi fundida na comuna de Le Lion-d'Angers.